# 8758 Perdix
8758 Perdix este un asteroid din centura principală de asteroizi.

## Descriere
8758 Perdix este un asteroid din centura principală de asteroizi. A fost descoperit pe 24 septembrie 1960 la Observatorul Palomar de Cornelis Johannes van Houten, Ingrid van Houten-Groeneveld și Tom Gehrels. Asteroidul prezintă o orbită caracterizată de o semiaxă mare de 3,21 ua, o excentricitate de 0,12 și o înclinație de 5,5° în raport cu ecliptica.